# Torre Ute Mountain Fire
La Torre Ute Mountain Fire
  (en inglés: Ute Mountain Fire Tower) es el nombre que recibe una estructura que se localiza  en el Bosque nacional Ashley (Ashley National Forest), al suroeste de la localidad de Manila, en Utah, al oeste de los Estados Unidos. Fue construida en 1937 y fue introducida en el Registro Nacional de Lugares Históricos el 10 de abril de 1980.